# 243 f.Kr.

## Händelser

### Efter plats

#### Egypten
- Ptolemaios III återvänder från Syrien på grund av ett uppror i Egypten. Tack vare detta lyckas Seleukos II återta kontrollen över sitt kungarike, när egyptierna körs ut ur Mesopotamien och delar av norra Syrien.
- Ptolemaios III återvänder från sina erövringar av seleukidiskt territorium med en stor andel skatter och konstverk, inklusive många statyer av egyptiska gudar, som den persiske kungen Kambyses II en gång i tiden har fört till Persien. Han återbördar statyerna till sina egyptiska tempel och han får därför titeln Euergetes (Donator).

#### Grekland
- Utan krigsförklaring gör den grekiske statsmannen Aratos från Sikyon, som gradvis har byggt upp det akaiska förbundet till en stormakt i Grekland, ett överraskningsanfall mot Korinth och tvingar de makedoniska ockupationstrupperna att dra sig tillbaka. Megara, Troizen och Epidairos överger också den makedoniske kungen Antigonos II.
- I den spartanske lagmannen Lykurgos anda försöker Spartas unge eurypontidiske kung Agis IV reformera ett system som distribuerar land och rikedomar ojämnt och lägger skuldbördor på de fattiga. Han föreslår att alla skulder skall avskrivas och att Spartas jord skall fördelas i lika lotter mellan alla dess medborgare. Fullt medborgarskap skall ges till många perioiker (fria män utan rösträtt) och utlänningar. Förutom att verka för dessa reformer söker Agis också restaurera Lykurgos militärövningssystem. Agis får stöd av sin rika mor och mormor (som överlämnar sin egendom), av sin morbror Agesilaios och av Lysander, som är efor (magistrat som ska begränsa kungens makt).

## Födda
- Seleukos III, kung av den seleukidiska dynastin (född omkring detta år; död 223 f.Kr.)